# Ergosfera

Ergosfera rodeando o horizonte de eventos de um buraco negro em rotação.

A ergosfera (também conhecida como ergoesfera) é a região exterior e próxima ao horizonte de eventos de um buraco negro em rotação. Nesta região o campo gravitacional do buraco negro gira junto com ele arrastando ao espaço-tempo. Trata-se de um fenômeno teorizado pelo físico neozelandês Roy Kerr e advém diretamente das teorias da relatividade geral de Einstein. O modelo de buraco negro de Kerr parte do primeiro e mais simples modelo de buraco negro, o modelo de Schwarzschild. As características principais de ambos modelos são as seguintes:

## O modelo de Schwarzschild
O primeiro modelo fundamental de um buraco negro foi o do alemão Karl Schwarzschild. O buraco negro de Schwarzschild é basicamente uma singularidade temporal no espaço-tempo de momento angular nulo e constitui uma solução mais simples e a primeira de interesse físico em ser encontrada às equações da relatividade geral.

### O modelo de Kerr
Este modelo é uma solução às equações da relatividade geral para um buraco negro em rotação. Tal singularidade, diferentemente da de Schwarzschild, tenderia à forma anular. Os buracos negros reais que se encontram na natureza têm de ser rotatórios já que, por conservação do momento angular, girarão tal e como o fazia a estrela ou objeto progenitor. Sabe-se que as estrelas, ao morrerem, perdem grande parte do momento angular, sendo este expulso junto com a matéria ejetada pela explosão de supernova na que o buraco negro se forma. Mas, apesar dessa perda de momento, uma parte deste permanece. Tal buraco produziria, em certa região denominada ergosfera, uma zona de "arraste" do espaço-tempo. A ergosfera é uma estrutura de forma elipsoidal, coincidindo seu semi-eixo menor com o eixo de rotação desta. A ergosfera se achata, portanto, na direção da rotação, de maneira similar a como o faz a Terra por efeito de sua rotação.

### A ergosfera e as viagens no tempo
Dentro da ergosfera não existe o repouso. É impossível que um corpo não se mova, pois o próprio espaço gira em torno da singularidade, pelo que a matéria que se encontra nessa região girará junto a ela. Para o observador externo à ergosfera, o corpo viajará a sua velocidade própria somada à da rotação do espaço. Este fato segundo a teoria da relatividade implica curiosas consequências. A observação de um corpo que viajara suficientemente rápido sobre a ergosfera poderia dar uma velocidade relativa com respeito a nós superior inclusive à velocidade da luz c. Nesse caso, tal objeto simplesmente desapareceria de nossa vista. Chegaria a seu destino antes de que houvesse, o que em termos físicos significa que haveria viajado ao passado. Por essa surpreendente ideia as ergosferas se concebem, pelos físicos teóricos, como verdadeiras máquinas do tempo naturais. Máquinas onde, em qualquer caso, não se pode viajar mais além do momento em que se formou o buraco negro em questão.